# 九龍山駅 (河北省)
九龍山駅（きゅうりゅうさんえき）は中華人民共和国河北省秦皇島市昌黎県にある、中国鉄路総公司（CR）京哈線の駅。北京鉄路局所属の4等駅に設定されている。
旅客営業と貨物（危険物は除く）両方を扱う駅である。

## 駅構造
島式ホーム2面4線と単式ホーム1面1線、計3面5線を有する地上駅である。

## 駅周辺
- 205国道（中国語版）
- 河北地税昌黎県第三税務分局
- 安山鎮政府
- 中国郵政儲蓄銀行安山郵政支局

## 歴史
- 1891年 - 開業。

## 隣の駅
中国鉄路総公司
京哈線
石門駅 - 九龍山駅 - 後封台駅